# Francisco Manuel Mosquera
Francisco Manuel Mosquera (5 de novembro de 1973) é um ex-futebolista colombiano que atuava como defensor.

## Carreira
Francisco Manuel Mosquera integrou a Seleção Colombiana de Futebol na Copa América de 1997.